# 近江高島藩
近江高島藩（おうみたかしまはん）は、近江国高島郡（現在の滋賀県高島市）に存在した藩。

## 藩史
佐久間安政は、織田信長のもとで「鬼玄蕃」の異名をとった武将佐久間盛政の弟である。安政は信長や柴田勝家、そして兄の盛政死後に豊臣秀吉の家臣となり、近江国内において7000石を領していた。
慶長5年（1600年）の関ヶ原の戦いでは東軍に与して戦功を挙げたため、戦後に8000石を加増されて合計1万5000石を領する大名として諸侯に列した。これが近江高島藩の立藩である。安政は慶長12年（1607年）にはさらに常陸国5000石を加増され、大坂の陣でも徳川方に与して武功を挙げたため、さらに1万を加増の上で信濃国飯山藩3万石に加増移封された。ちなみに近江高島は飯山藩領の飛び地となったが、安政の孫である佐久間安次が寛永15年（1638年）に夭逝して佐久間氏は無嗣改易となった。このため、近江高島は天領となった。

## 歴代藩主
佐久間家
外様。1万5000石→2万石。
1. 佐久間安政（やすまさ）